# Er Hai
Er Hai of Erhai (Chinees: 洱海; pinyin: ěrhǎi) is een meer in de Chinese provincie Yunnan, in het zuidwesten van China. Het meer ligt in de hooggelegen, brede, van noord naar zuid lopende Erhaivallei. Erhai is omringd door de bergen van de Diancang Shan in het westen en andere bergruggen van de Yunling Shan in het oosten. De stad Dali ligt op de westelijke oever van het meer.

## Afmetingen en drainage
In het noorden stromen de rivieren Mici en Miju in het meer, in het oosten de Bolou. De afwatering geschied door de rivier Yangbi, die in het zuiden uit het meer stroomt. De Yangbi is een zijrivier van de Lancang Jiang (Mekong).
Het wateroppervlak ligt op een hoogte van 1972 m. De gemiddelde diepte is 11 m. Het watervolume is ongeveer 2,5 miljard m3 en het oppervlak is ongeveer 250 km². Daarmee is Er Hai het op een na grootste meer van het plateauland van het zuidwesten van China, na het meer Dian Chi bij Kunming.

## Bezienswaardigheden
Aan de westelijke oever ligt de stad Dali, met in de omgeving diverse tempels en pagodes. In het meer liggen enkele kleine eilandjes, waarvan een aantal toeristische attracties vormen.
De bewoners van de Erhaivallei behoren tot de Bai. De vissers op het meer maken gebruik van aalscholvervisserij, waarbij tamme aalscholvers worden getraind om vissen te vangen en aan de visser af te staan.